# Hixkaryana
Gli Hixkaryana  sono un gruppo etnico del Brasile che ha una popolazione stimata in 942 individui (2010).

## Gruppi
La popolazione Hixkaryana è composta da diversi sottogruppi che attualmente vivono nella valle del fiume Nhamundá (Amazonas e Pará) e del medio Jatapu (Rio delle Amazzoni),  tra cui i Kamarayana, gli Hixkaryana, gli Yukwarayana, i Karahawyana, gli Xowyana, i Kaxuyana (gruppo confluito nei Tiriyó e in comunità Hixkaryana durante gli anni cinquanta del XX secolo) e i Karara (nel 2002 vi erano solo due Karara nel villaggio di Jutai, nella terra indigena Nhamundá-Mapuera). Tutti i gruppi parlano dialetti di una lingua comune.

## Lingua
Parlano la lingua Hixkaryana, lingua che appartiene alla famiglia linguistica Karib.

## Insediamenti
Vivono negli stati brasiliani di Amazonas, Pará e Roraima.

## Storia
Nel 1959, quando i primi esploratori arrivarono nelle zone abitate da questo gruppo, la popolazione totale superava di poco le 100 unità con pochi bambini, decimati da un'altissima percentuale di mortalità infantile. Nel 1977 la popolazione toccò quota 237; un aumento che si verificò grazie all'apporto delle moderne medicine, alle prime unioni interrazziali con altri gruppi (soprattutto con i Waiwai), ad aiuti governativi e ad un programma scolastico per i bambini sopravvissuti.